# 謝拉芬齊
48°39′3″N 25°33′2″E / 48.65083°N 25.55056°E
謝拉芬齊（烏克蘭語：Серафинці），是烏克蘭的村落，位於該國西部伊萬諾-弗蘭科夫斯克州，由科洛梅亚区負責管轄，始建於1500年，面積26.1平方公里，2001年人口2,302，人口密度每平方公里88.1人。